# Mátyus
Mátyus ist eine ungarische Gemeinde im Kreis Vásárosnamény im Komitat Szabolcs-Szatmár-Bereg.

## Geografische Lage
Mátyus liegt 17,5 Kilometer nördlich der Kreisstadt Vásárosnamény, drei Kilometer westlich der Grenze zur Ukraine, am rechten Ufer der Theiß. Nachbargemeinden sind Lónya im Norden und Tiszakerecseny im Süden.

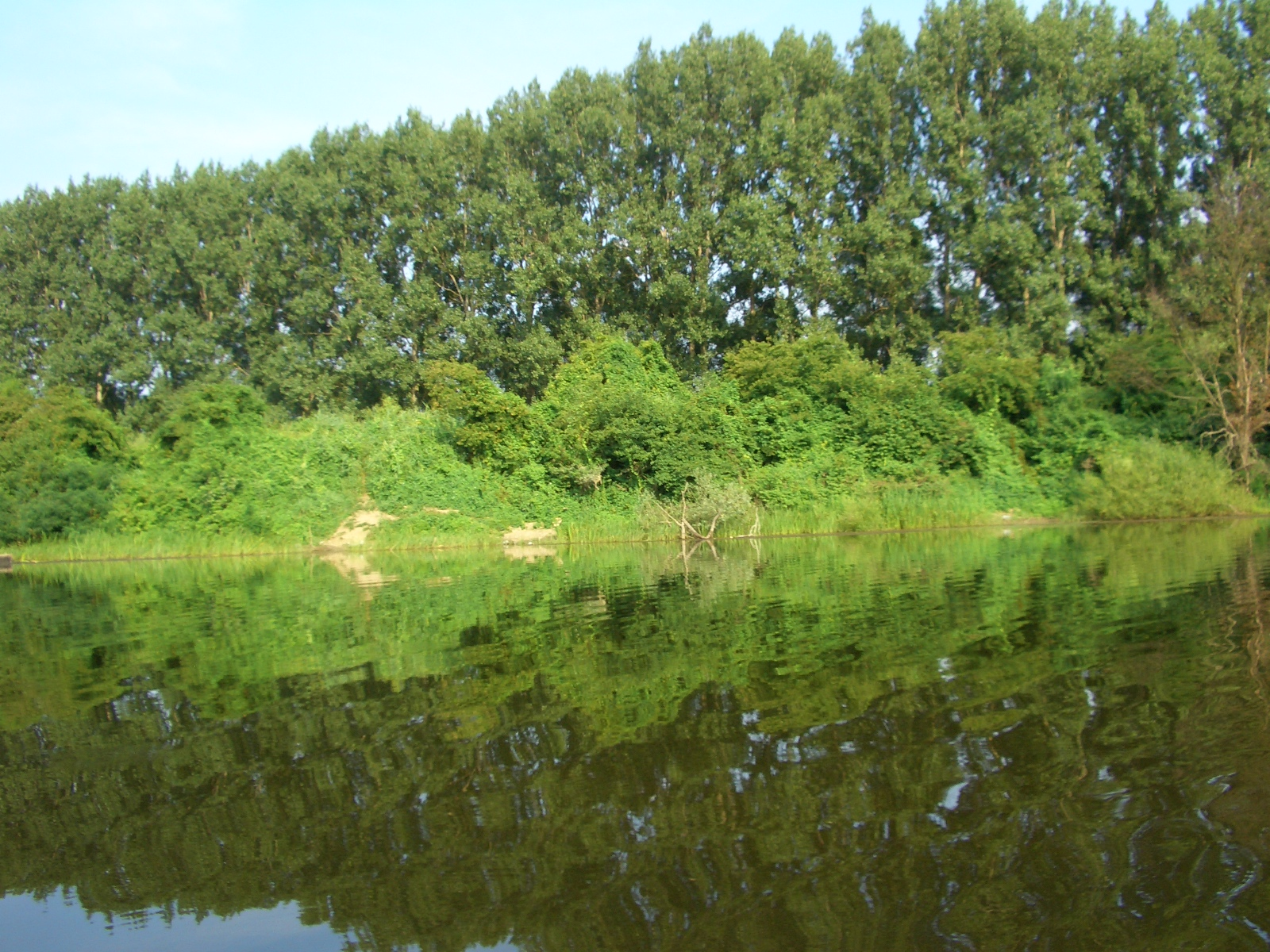
Die Theiß bei Mátyus

## Sehenswürdigkeiten
- Reformierte Kirche, erbaut 1901

## Verkehr
Durch Mátyus verläuft die Landstraße Nr. 4113. Es bestehen Busverbindungen nach Lónya und Vásárosnamény. Der nächstgelegene Bahnhof befindet sich nordwestlich in Mándok.